# Monodontium
Genre
Monodontium est un genre d'araignées mygalomorphes de la famille des Barychelidae.

## Distribution
Les espèces de ce genre se rencontrent en Asie du Sud-Est et en Nouvelle-Guinée.

## Liste des espèces
Selon World Spider Catalog (version 14.0, 2013) :
- Monodontium bukittimah Raven, 2008
- Monodontium malkini Raven, 2008
- Monodontium mutabile Kulczyński, 1908
- Monodontium sarawak Raven, 2008
- Monodontium tetrathela Kulczyński, 1908.

## Publication originale
- Kulczyński, 1908 : Araneae musei nationalis Hungarici in regionibus Indica et Australia a Ludovico Biro collectae. Annals Historico-Naturales Musei Nationalis Hungarici, vol. 6, p. 428-494.